# Aknakereső (videójáték)
Az aknakereső (Minesweeper) számítógépes játék, melynek célja a mezőn lévő összes akna megtalálása, illetve azok elkerülése. Az aknakereső alapvetően logikai játék, de bármely játékmenetben előfordulhat olyan szituáció is, amelyben a helyes megoldás a szerencsén múlik. Egyszemélyes játék, de létezik kétszemélyes változata is, annak szabályai és stratégiái néhány ponton eltérnek az egyszemélyes verzióétól.

## A játék menete
Egy egyforma mezőkre osztott táblával indul a játék, ezek alatt rejtőzködnek az aknák. A tábla mérete és az aknák száma a nehézségi szinttől függően változik. A mezők állapotai a következők lehetnek:
- lefedett (alaphelyzet),
- feltárt, szomszédos aknával,
- feltárt aknamentes,
- zászlós (véleményünk szerint akna van alatta),
- kérdőjeles (lehetséges, hogy akna van alatta),
- feltárt, robbanó aknával (ha egy mező ilyen állapotba kerül, a játék véget ér, a játékos a menetet elvesztette).

A felsorolás szerinti negyedik és ötödik állapot az egér jobb gombjával érhető el, csupán segítséget nyújt a játékhoz. A játékot teljesíteni lehet anélkül is, hogy akár csak egy mezőt is megjelölnénk zászlóval vagy kérdőjellel, ez azonban a játékban szerzett jelentős gyakorlatot és az egész játékmenet során mindvégig komoly figyelmet igényel.
Egy mezőt feltárni kattintással lehet. Ha egy mező feltárult, és mellette akna található, akkor annak darabszámát egy számmal fogja jelezni (egy mező mellett értelemszerűen maximum 8 akna lehet). Ha a játékos aknamentes környezetű mezőre kattint, akkor az adott mezőhöz oldal- és sarokhatárosan csatlakozó (aknamentes) mezők mindegyike feltárul, valamint az így feltáruló aknamentes "szigettel" szomszédos mezők is feltárulnak.
Az első kattintáskor (a játék indításakor) minden esetben aknamentes mezőt tárunk fel, a következő lépéstől kezdve azonban a feltáruló számok ismeretében, logikai úton, illetve időnként szerencsével tudunk továbbhaladni. A program folyamatosan jelzi a még megjelöletlen aknák számát, illetve az eltelt időt. A játék célja: teljesíteni a táblát a lehető legrövidebb idő alatt. Ha aknára kattintunk, az adott mező "felrobban", tehát a játék véget ér, s az adott menetet elvesztettük. Győzelemmel kizárólag abban az esetben fejeződik be a játék, ha felfedtünk minden olyan mezőt, amely alatt nincs akna. A győzelem elérése nem függ attól, hogy hány aknát jelöltünk meg zászlóval vagy kérdőjellel, illetve hogy használtuk-e egyáltalán ezeket a segítségeket.

## Táblaméretek
- Kezdő: 8x8 vagy 9x9 mező 10 aknával
- Haladó: 16x16 mező 40 aknával
- Mester: 30x16 mező 99 aknával
- Egyéni

## Változatok
A játéknak számos változata létezik, a legelterjedtebb azonban a Microsoft Windowsra írt változata.

## Külső hivatkozások
- Aknakereső böngészőben játszható változata (0v.hu)